# Şehzadeler
Şehzadeler je nový a druhý největší okres v provincii Manisa v Turecku. Podle zákona 6360 byly všechny provincie nad 750 000 obyvatel prohlášeny za metropolitní kraje. Zákon také vytvořil nové okresy s okresními městy, které jsou hned druhými nejdůležitějšími městy po krajských městech. Jedním z těchto okresů je Şehzadeler. 
V roce 2014 byla Manisa rozdělena na dvě části a tou novou je stal Şehzadeler. (Şehzadeler je v překladu "princové" a okres je tak pojmenován podle titulu následníka trůnu, který sloužil provinciím jako guvernér za dob Osmanské říše). 

## Areál okresu
V okresu se nachází 9 měst a 23 vesnic. Oficiálně jsou nazývány jako sousedství Şehzadeleru.  